# Doña Antonia de Ipeñarrieta y Galdós i el seu fill don Luis
Doña Antonia de Ipeñarrieta i Galdós i el seu fill don Luis és una pintura a l'oli de Velázquez (Sevilla, 1599 – Madrid, 1660), conservada en el Museu del Prado de Madrid, on va ingressar per llegat de la duquessa de Villahermosa en 1905, juntament amb la seva parella, el retrat del seu segon espòs Don Diego del Corral y Arellano.

## Història
Es desconeixen les circumstàncies de l'encàrrec i la data d'execució d'aquest llenç, però consta documentalment la relació d'Antonia Ipeñarrieta amb el pintor, a qui el 4 de desembre de 1624, solament un any després de l'arribada de Velázquez a Madrid, va fer un pagament de 800 reals a compte de tres retrats: un de Felip IV de Castella (Nova York, Metropolitan Museum of Art), El Comte-Duc d'Olivares ara conservat en el Museu d'Art de São Paulo (Brasil) i un retrat del seu difunt espòs, El senyor Garci Pérez, perdut o no identificat. Anys després Antonia va haver d'encarregar a Velázquez el seu retrat (aquest) i el del seu segon marit.
En 1668 aquest quadre es trobava en el Palau dels Corral a Zarautz (Guipúscoa), esmentat en l'inventari dels béns de Juan i Cristóbal del Corral e Ipeñarrieta, fills de la retratada, com «la Sra. doña Antonia de Ipeñarrieta amb don Luis, el seu fill». El llenç va passar als seus hereus, els marquesos de Narros, que a mitjans del segle xix ho van portar a Madrid; en 1905 la seva llavors propietària, María del Carmen d'Aragó-Azlor, XV duquessa de Villahermosa, neta de la retratada en setè grau, ho va llegar en el seu testament al Museu del Prado amb la seva parella, el retrat de Don Diego del Corral y Arellano.
En 1989 va formar part de l'exposició sobre Velázquez que va acollir el Museu Metropolità d'Art de Nova York.

## Descripció
En el retrat apareixen donya Antonia i el seu fill Luis, el primogènit, nascut en 1628, la qual cosa permet datar l'obra entre 1631 i 1632, data de defunció de Diego Corral, el retrat de la qual va ser pintat al mateix temps com indica la semblança en les característiques tècniques i en els materials emprats, fins i tot per les impureses presents en els pigments emprats en ambdues obres. L'estudi tècnic efectuat en el Museu del Prado descarta a més la possibilitat que el retrat del nen sigui un afegit posterior, segons van afirmar crítics com José Camón Aznar, per als quals la «monotonia» del vestit de la dama, en contrast amb el virtuosisme del cap i coll, acusava una execució anterior a 1630 i potser per mà aliena, retocada després de 1630 pel mateix Velázquez. També el «envaramiento» del nen va fer pensar a Jonathan Brown en una àmplia participació del taller, encara que la radiografia mostra un penediment en la posició de la mà amb la flor i la tècnica emprada en els encaixos i motius ornamentals, a força de pinzellades ràpides i breus superposades a les de tonalitats més fosques que formen la base del vestit, és la mateixa en la figura del nen que en les figures dels seus pares.
Les radiografies efectuades revelen nombrosos penediments tant en la figura de la dama com en la del nen, superposada a la de la seva mare en algunes zones, com és freqüent en l'obra de Velázquez. La preparació blanca és més clara a la zona on se situa el cap, que després se superposa deixant una fina línia blanca en el contorn, buscant donar sensació de relleu. El fons gris-terra es va pintar després d'acabades les figures, mitjançant una fina capa de matèria pictòrica aplicada directament sobre la base blanca grisacea, contornejant la figura amb una estreta línia més clara que la retalla i ressalta del fons, tècnica encara més acusada aquí que en el retrat de don Diego. El nen vesteix baquero a ratlles amb mànigues babaus, una de les quals recull el mateix nen amb la seva mà destra i de l'altra ho té agafat la mare. Sobre el faldellí, un davantal de seda translúcid i una campaneta penjant del petit cinturó, amb una rosa a la mà esquerra. Donya Antonia de negre amb botons i cadenillas daurats, vesteix un verdugado negre, potser una mica arcaic en la seva forma cònica, anomenada «de setrill», amb coll de valona rígida, executat amb notable economia de mitjans. Col·loca la seva mà esquerra en el respatller d'una cadira observada des d'una perspectiva elevada, amb aire de «poder-ho fer» segons Julián Gállego, doncs «donar la cadira» era al Segle d'Or la demostració d'un privilegi, el dret a asseure's, que en aquest cas correspondria a donya Antonia per la seva posició en la Cort al servei del príncep Baltasar Carlos.

### Personatges retratats

#### Antonia de Ipeñarrieta
De noble ascendència, va néixer donya Antonia de Ipeñarrieta en Villareal de Urrechu, província de Guipúscoa (País Basc), on la seva família posseïa un gran palau situat en la faldilla de la muntanya Irimo, sent els seus pares Cristóbal i Antonia. Va ser dama d'honor de la reina Isabel de Borbó, i serventa a la casa del príncep Baltasar Carlos; va morir a Madrid en 1634.
Va estar casada en primeres nupcies amb García Pérez de Araciel, cavaller de l'Ordre de Santiago, catedràtic de Codigo y Visperas de lleis a la Universitat de Salamanca i fiscal del Consell i Cambra de Castella, mort en 1624. Una vegada vídua, va contreure segones nupcies a Madrid en 1627 amb Diego del Corral i Arellano, catedràtic de Dret a la Universitat de Salamanca, fiscal de la Real Audiència i Chancillería de Valladolid (1608), fiscal i conseller del Consell d'Hisenda (1612 i 1622), fiscal i conseller del Suprem de Justícia (1616 i 1618), cavaller de l'Ordre de Santiago (1622), i de la Càmera i Consell de Castella (1629

#### Luis del Corral i Arellano
Tercer fill d'Antonia i del seu segon marit, Diego del Corral, va néixer a Madrid i va ser batejat sota el nom de Luis Vicente. No va seguir la tradició familiar de lleis i servei a la Corona d'Espanya, i va viure retirat de la Cort, residint a les ciutats de Madrid i Baeza, casat amb una cosina carnal del seu pare, de qui no va tenir successió.